# Пейр, Мари-Жозеф
Мари-Жозеф Пейр (фр. Marie-Joseph Peyre, 1730 — 11 августа 1785) — живописец и архитектор французского неоклассицизма.

## Биография
М.-Ж. Пейр начинал обучение архитектуре в Париже в частной Школе искусств (L'École des Arts) Ж.-Ф. Блонделя. В школе он познакомился с итальянским театральным художником Дж. Н. Сервандони и подружился с Шарлем де Вайи. В 1751 году Пейр выиграл Римскую премию Академии архитектуры и уехал в Италию. В 1753 году он стал пенсионером Французской академии в Риме, где вскоре к нему присоединился Де Вайи, победитель конкурса следующего года. Пейр оставался в Риме до начала 1756 года, после чего вернулся в Париж.
Младший брат и ученик Мари-Жозефа Пейра — Антуан-Жозеф (Антуан-Франсуа?) Пейр (1739—1823), прозванный Пейром Младшим, в 1762 году работал в Помпеях, участвовал в раскопках, в 1763—1767 годах в Риме. В парижской мастерской Пейра Младшего учились будущие создатели французского ампира — Ш. Персье и П. Фонтен. Сын Пейра Старшего — Антуан-Мари Пейр (1770—1843) также был архитектором.

## Творческая деятельность
В 1762 году Мари-Жозеф Пейр построил виллу в палладианском стиле для мадам Лепретр де Нойбург в юго-западном пригороде Парижа, недалеко от квартала Гобеленов (разрушена в 1909 году).
В 1765 году Пейр опубликовал эссе «Произведения архитектуры Мари-Жозеф Пейра» (Oeuvres d’Architecture de Marie-Joseph Peyre). Это издание, как «плод исследований в Италии», он посвятил маркизу де Мариньи, брату мадам де Помпадур. Пейр считал этот труд декларацией нового подхода и неоклассического стиля в архитектуре, отличного от «большого стиля», насаждаемого «Управлением королевских построек» (Directeur des Bâtiments du Roi), созданным в XVII веке. В этом издании Пейр приводил собственные проекты с увражами древнеримских памятников, такими как реконструкция мавзолея Цецилии Метеллы, а также проекты, созданные им для Французской академии в Риме и многое другое. Труд Пейра был переиздан в 1795 году, после смерти автора, что свидетельствует о его востребованности следующим поколением архитекторов-неоклассицистов.
В 1772 году М.-Ж. Пейр и Ш. де Вайи были назначены королевскими архитекторами замка Фонтенбло.
С 1767 года Пейр и Ш. де Вайи работали над проектом нового театра для Парижа. Проект в характерном стиле французского неоклассцизма был утверждён только в 1778 году с небольшими изменениями. Театр «Одеон» был торжественно открыт королевой Марией-Антуанеттой 9 апреля 1782 года. Пейр был также автором многих неоклассических зданий в Париже.